# Myrica rubra
Myrica rubra (Lour.) Siebold & Zucc., 1846 è un albero della famiglia Myricaceae, coltivato per i suoi frutti rosso-cremisi commestibili; a volte è erroneamente definito come “corbezzolo cinese”.
È chiamato anche yangmei (cinese: 杨梅S, YángméiP, cantonese: yeung mui; in coreano 소귀나무?, sogwinamuLR; in giapponese: yamamomo; kanji: 山桃; katakana: ヤ マ モ モ, letteralmente "pesca di montagna”).

## Descrizione
È un albero di medie dimensioni (fino a 12-20 m di altezza), a chioma tondeggiate, sempreverde nei climi più caldi, ma a fogliame parzialmente o totalmente caduco nei climi più freddi.
La corteccia è grigia e liscia.
La pianta è monoica (da confermare), cioè con piante portanti sia fiori maschili che fiori femminili distinti.
È molto tollerante per la natura del suolo, tollera terreni poveri ed acidi.
L'apparato radicale è poco profondo (30-60 cm).
Come altre Myricaceae, l'apparato radicale è interessato in una simbiosi micorrizica con miceti del genere Frankia.

### Frutto
Il frutto è sferico, 1,5-2,5 cm di diametro, con una superficie verrucosa. Il colore della superficie è tipicamente un profondo rosso brillante, ma può variare dal bianco al giallo, al rosso fino al rosso violetto. 
Il colore della polpa è simile al colore della superficie, o un po' più chiaro.
Al centro è un singolo seme, di norma allungato-appuntito di dimensione circa la metà del frutto intero.
Sono state sviluppate alcune cultivar con frutti più grandi, fino a 4 cm di diametro.

## Distribuzione e habitat
La pianta è originaria della Asia orientale, soprattutto nel centro-sud della Cina dove è stata coltivata per almeno 2000 anni.
La coltivazione cinese è concentrata a sud del fiume Yangtze, dove è di notevole importanza economica.
La collocazione naturale è in boschi alle pendici di montagne e le valli ad altitudini di 100-1500 m. La simbiosi radicale con miceti del genere Frankia produce un notevole vantaggio nei confronti di altri vegetali, per cui riesce ad affermarsi su suoli poveri di nutrienti.
La pianta è stata diffusa in Giappone e Corea, e più recentemente in diversi paesi del sud est asiatico.
Le varietà più resistenti reggono fino a temperature invernali di −9 °C.

## Usi
L'uso principale è per la produzione di frutta.
L'albero viene anche utilizzato come ornamenti per parchi e strade. 
È anche un albero tradizionale utilizzato nella composizione di giardini classici dell'est asiatico.
Oltre al consumo fresco, i frutti possono essere essiccati, sciroppati, messi in infusione di baijiu (liquore tradizionale cinese), o fermentati in bevande alcoliche.
La frutta secca è spesso preparata aromatizzata, a volte con liquirizia, alla maniera Huamei.
Il succo derivato è stato commercializzato all'estero, ed in particolare in Europa col nome inglese di Yumberry.
Nello Yunnan ci sono due tipi di Yangmei: quello acido per preparare la frutta secca, e quello dolce come frutta fresca e per succhi.

## Altri usi
M. rubra, può essere usato per la preparazione di succhi, aromatizzazione di yogurt e preparazione di composte. Sostanze coloranti sono prodotte dalla corteccia.
Myrica rubra è stata studiata scientificamente dal 1951, sia per l'interesse orticolo che per le caratteristiche fitochimiche e farmacologiche.
Capacità di azotofissazione del sistema di noduli radicali, prodotti da batteri del genere Frankia.
Specificità ambientale delle nicchie ecologiche forestali aventi proprietà di azotofissazione
La letteratura scientifica è varia, con studi di sostanze fitochimiche di corteccia, foglie e frutti. Progressi significativi sono stati segnalati sui polifenoli, in particolare l'acido ellagico, gli antociani, l'attività antiossidante, vaso-costrittoria, proprietà anti-cancro, e anti-virali.

## Cultura
In Giappone è il fiore della prefettura di Kochi e l'albero della prefettura di Tokushima. Il nome della pianta appare in molte vecchie poesie giapponesi.